# Kurt Wegener
Pour les articles homonymes, voir Wegener.
Kurt Wegener, né le 3 avril 1878 à Berlin et mort le 29 février 1964 à Munich, est un explorateur et météorologue allemand. 

## Biographie
Un des cinq enfants de Richard Wegener (1843-1917), théologien et professeur de langues anciennes, et de son épouse Anna, née Schwarz (1847-1919), il est le frère d'Alfred Wegener.
Kurt Wegener fréquente le lycée de Cölln de Berlin. Après avoir étudié les sciences naturelles à Innsbruck, Kiel, Charlottenburg et Berlin, il devient, comme son jeune frère Alfred, assistant à l'Observatoire aéronautique royal prussien de Lindenberg près de Beeskow. 
De 1904 à 1907, il explore l'atmosphère à travers des vols en montgolfière. Du 5 au 7 avril 1906, il entreprend avec son frère un vol d'endurance pour un record du monde de 52 heures en ballon libre. De 1908 à 1911, il dirige l'Observatoire de Samoa (de) et en 1912-1913, l'Observatoire géophysique d'Ebeltofthafen (de) au Spitzberg. Il travaille ensuite à la Station Météorologique Centrale d'Alsace-Lorraine à Strasbourg. Le 22 juin 1914, il acquiert la licence d'avion allemande numéro 796 à l'aérodrome de Habsheim. En 1919, il devient chef de département à l'Observatoire maritime allemand de Hambourg. En 1922, il est transféré à Berlin où, en tant qu'aviateur, le service météorologique local lui offre l'opportunité d'effectuer les premiers vols météorologiques à haute altitude. En 1923, il participe en tant que conseiller scientifique à l'expédition Junkers (de) de Roald Amundsen au Spitzberg. Il passe ensuite quelques années en Amérique du Sud.
En 1930-1931, il est nommé conseiller météorologique auprès de l'Office central des vols météorologiques du ministère des Transports du Reich.
Au Groenland en 1931, il termine l'expédition de son frère après sa mort en novembre 1930. Après l'expédition, Johannes Georgi qui a repris son poste de chef du bureau des instruments à la station maritime de Hambourg, est accusé par d'autres participants de l'expédition, notamment Kurt Herdemerten (de) et Kurt Wegener, d'avoir causé la mort de Wegener et de Rasmus Villumsen en exigeant plus de nourriture et de pétrole. Un procès s'est terminé en 1937 par un règlement entre les deux parties, qui leur a interdit de discuter davantage du différend en public.
Wegener reprend ensuite sa chaire à l'Université de Graz.
Après sa retraite, il effectue des mesures de rayonnement en Amérique du Sud. Il a passé les dernières années de sa vie avec sa belle-sœur Else à Munich.

## Hommage
La montagne Wegenerfjellet, haute de 938 m, dans la Terre d'Albert I, sur l'île du Spitzberg, porte le nom de Kurt Wegener.

## Publications
- Die Expeditionen zur Rettung von Schröder-Stranz und seinen Begleitern. Geschildert von ihren Führern, Reimer, Berlin, 1914 (avec Arve Staxrud)
- Vom Fliegen, R. Oldenbourg, Munich, 1923
- Die Physik der Erde. Eine Einführung in verständlicher Darstellung, Barth, Leipzig, 1934
- Die Grundlagen des Segelflugs, Akademische Verlagsgesellschaft, Leipzig, 1935